# الشعرة (الصومعة)

تعديل مصدري - تعديل

الشعرة هي إحدى قرى عزلة عقلة بني عامر بمديرية الصومعة التابعة لمحافظة البيضاء، بلغ تعداد سكانها 436 نسمة حسب تعداد اليمن لعام 2004.